# Danh sách đĩa nhạc của David Guetta
Danh sách đĩa nhạc của DJ người Pháp David Guetta bao gồm 6 album phòng thu, 8 album tổng hợp và 31 đĩa đơn.
David Guetta ra mắt đĩa đơn đầu tay của anh, "Just a Little More Love", hợp tác với nam ca sĩ người Mỹ Chris Willis, vào tháng 6 năm 2001. Guetta chỉ được biết đến khi album phòng thu đầu tay của anh, Just a Little More Love, ra mắt tại vị trí #6 trên bảng xếp hạng French Albums Chart của Pháp. Ba đĩa đơn khác từ album cũng được phát hành sau đó: "Love Don't Let Me Go" và "People Come People Go", hai đĩa đơn có sự góp giọng của Chris Willis, và "Give Me Something", hợp tác với Barbara Tucker. Guetta Blaster, album phòng thu thứ hai của Guetta, được phát hành vào tháng 9 năm 2004, với vị trí #11 trên bảng xếp hạng French Albums Chart. Bốn đĩa đơn từ album được phát hành: "Money", "Stay", hai đĩa đơn có sự góp giọng của Chris Willis, và "The World Is Mine", "In Love with Myself", hai đĩa đơn có sự góp giọng của JD Davis. Guetta đạt được thành công về mặt quốc tế chỉ đến khi "Love Don't Let Me Go (Walking Away)", bản phối giữa ca khúc "Love Don't Let Me Go" của anh và ca khúc "Walking Away" của ban nhạc The Egg được phát hành và đạt được vị trí #3 ở Anh cùng với nhiều vị trí cao trên các bảng xếp hạng của Đức, Ireland, Thụy Điển và Úc.

## Album

### Album phòng thu
| Tên                                                                           | Chi tiết album                                                                                | Vị trí xếp hạng cao nhất | Vị trí xếp hạng cao nhất | Vị trí xếp hạng cao nhất | Vị trí xếp hạng cao nhất | Vị trí xếp hạng cao nhất | Vị trí xếp hạng cao nhất | Vị trí xếp hạng cao nhất | Vị trí xếp hạng cao nhất | Vị trí xếp hạng cao nhất | Vị trí xếp hạng cao nhất | Chứng nhận |
| Tên                                                                           | Chi tiết album                                                                                | Pháp                     | Úc                       | Áo                       | Bỉ                       | Đức                      | Hà Lan                   | Thụy Điển                | Thụy Sĩ                  | Anh                      | Mỹ                       | Chứng nhận |
| ----------------------------------------------------------------------------- | --------------------------------------------------------------------------------------------- | ------------------------ | ------------------------ | ------------------------ | ------------------------ | ------------------------ | ------------------------ | ------------------------ | ------------------------ | ------------------------ | ------------------------ | --- |
| Just a Little More Love                                                       | - Phát hành: 10 tháng 6 năm 2002 - Hãng đĩa: Virgin - Định dạng: LP, CD                       | 6                        | —                        | —                        | 43                       | —                        | —                        | —                        | 17                       | —                        | —                        | - Pháp: 2× Vàng |
| Guetta Blaster                                                                | - Phát hành: 7 tháng 6 năm 2004 - Hãng đĩa: Virgin - Định dạng: LP, CD, tải kĩ thuật số       | 11                       | —                        | —                        | 29                       | —                        | —                        | —                        | 45                       | —                        | —                        | - Pháp: Vàng |
| Pop Life                                                                      | - Phát hành: 18 tháng 6 năm 2007 - Hãng đĩa: Virgin - Định dạng: LP, CD, tải kĩ thuật số      | 2                        | —                        | 31                       | 4                        | —                        | —                        | —                        | 8                        | 44                       | —                        | - Pháp: Bạch kim - Thụy Sĩ: Bạch kim                                                                                      |
| One Love                                                                      | - Phát hành: 21 tháng 8 năm 2009 - Hãng đĩa: Virgin - Định dạng: LP, CD, tải kĩ thuật số      | 1                        | 4                        | 3                        | 1                        | 2                        | 4                        | 33                       | 2                        | 2                        | 70                       | - Pháp: Bạch kim - Úc: 2× Bạch kim - Áo: 2× Bạch kim - Bỉ: 2× Bạch kim - Đức: 5× Vàng - Thụy Sĩ: Bạch kim - Anh: Bạch kim |
| Nothing but the Beat                                                          | - Phát hành: 26 tháng 8 năm 2011 - Hãng đĩa: Virgin - Định dạng: LP, CD, tải kĩ thuật số      | 1                        | 3                        | 1                        | 1                        | 1                        | 3                        | 19                       | 1                        | 2                        | 5                        | - Pháp: 3× Bạch kim - Úc: Bạch kim - Áo: Vàng - Bỉ: Bạch kim - Đức: 2x Bạch kim - Thụy Sĩ: Bạch kim - Anh: Bạch kim       |
| Listen                                                                        | - Phát hành: 21 tháng 11 năm 2014 - Hãng đĩa: Parlophone - Định dạng: LP, CD, tải kĩ thuật số | 3                        | 11                       | 3                        | 6                        | 3                        | 11                       | 15                       | 2                        | 8                        | 4                        | - Pháp: 2× bạch kim - Úc: Vàng - Áo: Vàng - Đức: Vàng - Anh: Vàng - Thụy Điển: 2× bạch kim                                |
| "—" Album không có mặt trên bảng xếp hạng hoặc không phát hành ở quốc gia đó. |                                                                                               |                          |                          |                          |                          |                          |                          |                          |                          |                          |                          | |

### Album tổng hợp
| F*** Me I'm Famous                                                            | 2003 | — | —  | 39 | 82 |
| F*** Me I'm Famous – Ibiza Mix 06                                             | 2006 | — | —  | 62 | —  |
| F*** Me I'm Famous – Ibiza Mix 08                                             | 2008 | 8 | —  | —  | —  |
| F*** Me I'm Famous Vol. 2                                                     | 2008 | — | —  | —  | 6  |
| F*** Me I'm Famous – Ibiza Mix 2009                                           | 2009 | — | —  | —  | 9  |
| F*** Me I'm Famous – Ibiza Mix 2010                                           | 2010 | — | 19 | —  | 6  |
| F*** Me I'm Famous – Ibiza Mix 2011                                           | 2011 | 3 | 17 | —  | 2  |
| F*** Me I'm Famous – Ibiza Mix 2012                                           | 2012 | — | —  | —  | —  |
| F*** Me I'm Famous – Ibiza Mix 2013                                           | 2013 | — | —  | —  | —  |
| "—" Album không có mặt trên bảng xếp hạng hoặc không phát hành ở quốc gia đó. |      |   |    |    |    |

### Hộp đĩa
| Đĩa đơn                   | Năm  | Vị trí xếp hạng |
| Đĩa đơn                   | Năm  | Pháp            |
| ------------------------- | ---- | --------------- |
| Pop Life / Guetta Blaster | 2009 | 135             |

## Đĩa đơn

### Đĩa đơn
| Tên                                                                                 | Năm  | Vị trí xếp hạng cao nhất | Vị trí xếp hạng cao nhất | Vị trí xếp hạng cao nhất | Vị trí xếp hạng cao nhất | Vị trí xếp hạng cao nhất | Vị trí xếp hạng cao nhất | Vị trí xếp hạng cao nhất | Vị trí xếp hạng cao nhất | Vị trí xếp hạng cao nhất | Vị trí xếp hạng cao nhất | Chứng nhận | Thuộc album                         |
| Tên                                                                                 | Năm  | Pháp                     | Úc                       | Áo                       | Bỉ                       | Đức                      | Hà Lan                   | Thụy Điển                | Thụy Sĩ                  | Anh                      | Mỹ                       | Chứng nhận | Thuộc album                         |
| ----------------------------------------------------------------------------------- | ---- | ------------------------ | ------------------------ | ------------------------ | ------------------------ | ------------------------ | ------------------------ | ------------------------ | ------------------------ | ------------------------ | ------------------------ | --- | ----------------------------------- |
| "Just a Little More Love" (hợp tác với Chris Willis)                                | 2001 | 29                       | —                        | —                        | —                        | —                        | 38                       | —                        | 59                       | 19                       | —                        | | Just a Little More Love             |
| "Love Don't Let Me Go" (hợp tác với Chris Willis)                                   | 2002 | 4                        | —                        | —                        | 7                        | —                        | 19                       | —                        | 13                       | 46                       | —                        | - Pháp: Vàng | Just a Little More Love             |
| "People Come People Go" (hợp tác với Chris Willis)                                  | 2002 | 42                       | —                        | —                        | —                        | —                        | —                        | —                        | 54                       | —                        | —                        | | Just a Little More Love             |
| "Give Me Something" (hợp tác với Barbara Tucker)                                    | 2002 | —                        | —                        | —                        | —                        | —                        | —                        | —                        | —                        | —                        | —                        | | Just a Little More Love             |
| "Just for One Day (Heroes)" (David Guetta vs. Bowie)                                | 2003 | 54                       | —                        | —                        | —                        | —                        | —                        | —                        | —                        | 73                       | —                        | | F*** Me I'm Famous 2003             |
| "Money" (hợp tác với Chris Willis & Mone)                                           | 2004 | 63                       | —                        | —                        | —                        | —                        | —                        | —                        | 52                       | —                        | —                        | | Guetta Blaster                      |
| "Stay" (hợp tác với Chris Willis)                                                   | 2004 | 18                       | —                        | —                        | 19                       | —                        | —                        | —                        | 82                       | 78                       | —                        | | Guetta Blaster                      |
| "The World Is Mine" (hợp tác với JD Davis)                                          | 2004 | 16                       | —                        | —                        | 15                       | —                        | 27                       | —                        | 40                       | 49                       | —                        | | Guetta Blaster                      |
| "In Love With Myself" (hợp tác với JD Davis)                                        | 2005 | —                        | —                        | —                        | —                        | —                        | —                        | —                        | 46                       | —                        | —                        | | Guetta Blaster                      |
| "Love Don't Let Me Go (Walking Away)" (David Guetta vs. The Egg)                    | 2006 | 11                       | 32                       | 74                       | 13                       | 50                       | —                        | 25                       | 19                       | 3                        | —                        | | F*** Me I'm Famous – Ibiza Mix 06   |
| "Love Is Gone" (hợp tác với Chris Willis)                                           | 2007 | 3                        | —                        | 15                       | 9                        | 36                       | 14                       | 9                        | 11                       | 9                        | 98                       | - Pháp: Bạc - Thụy Sĩ: Vàng | Pop Life                            |
| "Baby When the Light" (hợp tác với Cozi)                                            | 2007 | 6                        | —                        | 62                       | 5                        | 59                       | 15                       | 35                       | 25                       | 50                       | —                        | - Pháp: Bạc | Pop Life                            |
| "Delirious" (hợp tác với Tara McDonald)                                             | 2008 | 16                       | —                        | 27                       | 2                        | 59                       | 12                       | 51                       | 16                       | —                        | —                        | | Pop Life                            |
| "Tomorrow Can Wait" (hợp tác với Chris Willis, vs. Tocadisco)                       | 2008 | 7                        | —                        | 47                       | 19                       | 56                       | 21                       | —                        | 43                       | 84                       | —                        | | Pop Life                            |
| "Everytime We Touch" (hợp tác với Chris Willis, Steve Angello & Sebastian Ingrosso) | 2009 | —                        | —                        | —                        | —                        | —                        | 19                       | —                        | 97                       | 68                       | —                        | | Pop Life                            |
| "When Love Takes Over" (hợp tác với Kelly Rowland)                                  | 2009 | 2                        | 6                        | 3                        | 1                        | 2                        | 2                        | 2                        | 1                        | 1                        | 76                       | - Úc: 2× Bạch kim - Áo: 2× Bạch kim - Bỉ: Vàng - Pháp: Vàng - Đức: Bạch kim - Thụy Sĩ: Bạch kim - Anh: Vàng                                | One Love                            |
| "Sexy Bitch" (hợp tác với Akon)                                                     | 2009 | 2                        | 1                        | 1                        | 1                        | 1                        | 3                        | 2                        | 2                        | 1                        | 5                        | - Pháp: Kim cương - Úc: 5× Bạch kim - Áo: Bạch kim - Bỉ: Bạch kim - Đức: Bạch kim - Thụy Sĩ: 4× Bạch kim - Anh: Bạch kim - Mỹ: 3× Bạch kim | One Love                            |
| "GRRRR"                                                                             | 2009 | —                        | —                        | —                        | 4                        | —                        | —                        | —                        | —                        | 88                       | —                        | | F*** Me I'm Famous – Ibiza Mix 2009 |
| "One Love" (hợp tác với Estelle)                                                    | 2009 | —                        | 36                       | 20                       | —                        | 18                       | 19                       | —                        | 48                       | 46                       | —                        | | One Love                            |
| "Memories" (hợp tác với Kid Cudi)                                                   | 2010 | 5                        | 3                        | 2                        | 1                        | 6                        | 4                        | 14                       | 7                        | 15                       | 46                       | - Pháp: Vàng - Úc: 2× Bạch kim - Áo: 2× Bạch kim - Bỉ: Vàng - Đức: Vàng - Anh: Bạc - Mỹ: Vàng                                              | One Love                            |
| "Gettin' Over You" (với Chris Willis, hợp tác với Fergie & LMFAO)                   | 2010 | 1                        | 5                        | 4                        | 12                       | 15                       | 21                       | 28                       | 11                       | 1                        | 31                       | - Úc: 2× Bạch kim - Đức: Vàng - Anh: Bạc                                                                                                   | One Love                            |
| "Who's That Chick?" (hợp tác với Rihanna)                                           | 2010 | 5                        | 7                        | 4                        | 1                        | 6                        | 6                        | 14                       | 8                        | 6                        | 51                       | - Úc: 2× Bạch kim - Áo: Vàng - Bỉ: Vàng - Đức: Vàng - Anh: Bạc                                                                             | One More Love                       |
| "Sweat (David Guetta Remix)" (Snoop Dogg vs. David Guetta)                          | 2011 | 1                        | 1                        | 1                        | 3                        | 2                        | 5                        | 9                        | 2                        | 4                        | —                        | - Úc: 4× Bạch kim - Áo: Bạch kim - Bỉ: Vàng - Đức: Bạch kim - Anh: Vàng                                                                    | Nothing but the Beat                |
| "Where Them Girls At" (hợp tác với Flo Rida & Nicki Minaj)                          | 2011 | 4                        | 6                        | 3                        | 2                        | 5                        | 28                       | 7                        | 3                        | 3                        | 14                       | - Úc: 2× Bạch kim - Áo: Vàng - Bỉ: Vàng - Đức: Vàng - Thụy Sĩ: Vàng - Anh: Bạc - Mỹ: Bạch kim                                              | Nothing but the Beat                |
| "Little Bad Girl" (hợp tác với Taio Cruz & Ludacris)                                | 2011 | 3                        | 15                       | 5                        | 5                        | 5                        | 29                       | 7                        | 7                        | 4                        | 70                       | - Úc: Bạch kim - Áo: Vàng - Đức: Vàng - Thụy Sĩ: Vàng - Anh: Bạc                                                                           | Nothing but the Beat                |
| "Without You" (hợp tác với Usher)                                                   | 2011 | 6                        | 6                        | 5                        | 5                        | 7                        | 6                        | 5                        | 3                        | 6                        | 4                        | - Úc: 3× Bạch kim - Áo: Vàng - Bỉ: Vàng - Đức: Vàng - Anh: Bạc - Mỹ: 2× Bạch kim                                                           | Nothing but the Beat                |
| "Titanium" (hợp tác với Sia)                                                        | 2011 | 3                        | 5                        | 3                        | 4                        | 5                        | 2                        | 4                        | 9                        | 1                        | 7                        | - Úc: 4× Bạch kim - Áo: Vàng - Đức: Vàng - Anh: Bạch kim - Mỹ: Bạch kim                                                                    | Nothing but the Beat                |
| "Turn Me On" (hợp tác với Nicki Minaj)                                              | 2011 | 10                       | 3                        | 5                        | 10                       | 6                        | 31                       | 29                       | 6                        | 8                        | 4                        | - Úc: 3× Bạch kim - Canada: 3x Bạch kim - Anh: Vàng - Mỹ: 2× Bạch kim                                                                      | Nothing but the Beat                |
| "I Can Only Imagine" (hợp tác với Chris Brown & Lil Wayne)                          | 2012 | 40                       | 47                       | 17                       | 51                       | 32                       | —                        | —                        | 15                       | 18                       | 75                       | - Úc: Vàng | Nothing but the Beat                |
| "She Wolf (Falling to Pieces)" (hợp tác với Sia)                                    | 2012 | 4                        | 11                       | 3                        | 7                        | 3                        | 6                        | 7                        | 4                        | 8                        | —                        | - Úc: Bạch kim | Nothing but the Beat 2.0            |
| "Just One Last Time" (hợp tác với Taped Rai)                                        | 2012 | 14                       | —                        | —                        | —                        | —                        | —                        | —                        | —                        | —                        | —                        | | Nothing but the Beat 2.0            |
| "Play Hard" (featuring Ne-Yo và Akon)                                               | 2013 | 7                        | 16                       | 10                       | 5                        | 8                        | —                        | 8                        | 3                        | 6                        | 64                       | - Pháp: Vàng - Úc: Bạch kim - Áo: Vàng - Bỉ: Vàng - Anh: Vàng                                                                              |                                     |
| "Ain't a Party" (with GLOWINTHEDARK featuring Harrison)                             | 2013 | 45                       | 76                       | 30                       | —                        | 46                       | —                        | —                        | 57                       | —                        | —                        | | Fuck Me I'm Famous – Ibiza Mix 2013 |
| "Shot Me Down" (featuring Skylar Grey)                                              | 2014 | 6                        | 3                        | 9                        | 3                        | 13                       | 18                       | 16                       | 6                        | 4                        | —                        | - Úc: 2× Platinum - Canada: Vàng - Thụy Điển: 2× bạch kim - Anh: Bạc                                                                       | Listen                              |
| "Bad" (with Showtek featuring Vassy)                                                | 2014 | 6                        | 5                        | 15                       | 6                        | 19                       | 13                       | 2                        | 28                       | 22                       | —                        | - Úc: bạch kim - Canada: Vàng - Thụy Điến: 5× Bạch kim - Anh: Bạc - Mỹ: Vàng                                                               | Listen                              |
| "Blast Off" (with Kaz James)                                                        | 2014 | 33                       | —                        | —                        | —                        | —                        | —                        | —                        | —                        | —                        | —                        | | Listen                              |
| "Lovers on the Sun" (featuring Sam Martin)                                          | 2014 | 5                        | 2                        | 1                        | 4                        | 1                        | 11                       | 4                        | 2                        | 1                        | —                        | - Úc: Bạch kim - Đức: bạch kim - Thụy Điến: 3× Bạch kim - Thụy Sĩ: Bạch kim - Anh: Vàng                                                    | Listen                              |
| "Dangerous" (featuring SamMartin)                                                   | 2014 | 1                        | 7                        | 1                        | 1                        | 1                        | 2                        | 7                        | 1                        | 5                        | 56                       | - Úc: bạch kim - Áo: Vàng - Canada: bạch kim - Đức: bạch kim - Thụy Điến: 3× bạch kim - Thụy Sĩ: bạch kim - Anh: Vàng - Mỹ: Vàng           | Listen                              |
| "What I Did for Love" (featuring Emeli Sandé)                                       | 2015 | 30                       | 20                       | 10                       | 35                       | 16                       | 34                       | 58                       | 37                       | 6                        | —                        | - Anh: Vàng - Thụy Điến: Vàng | Listen                              |
| "Hey Mama" (featuring Nicki Minaj, Bebe Rexha và Afrojack)                          | 2015 | 6                        | 5                        | 5                        | 9                        | 9                        | 12                       | 6                        | 10                       | 9                        | 8                        | - Úc: bạch kim - Anh: Vàng - Thụy Điến: 2× bạch kim - Thụy Sĩ: bạch kim - Canada: bạch kim - Đức: Vàng - Mỹ: 2× Bạch kim                   | Listen                              |
| "Sun Goes Down" (with Showtek featuring Magic! và Sonny Wilson)                     | 2015 | 37                       | —                        | —                        | —                        | 67                       | —                        | —                        | —                        | —                        | —                        | | Listen                              |
| "Clap Your Hands" (with GLOWINTHEDARK)                                              | 2015 | 166                      | —                        | —                        | —                        | —                        | —                        | —                        | —                        | —                        | —                        | | Listen                              |
| "Bang My Head" (featuring Sia và Fetty Wap)                                         | 2015 | 27                       | 21                       | 29                       | 13                       | 37                       | —                        | 55                       | 44                       | 52                       | —                        | | Listen                              |
| "—" Đĩa đơn không có mặt trên bảng xếp hạng hoặc không phát hành ở quốc gia đó.     |      |                          |                          |                          |                          |                          |                          |                          |                          |                          |                          | |                                     |

### Đĩa đơn hợp tác
| Tên                                                                             | Năm  | Vị trí xếp hạng cao nhất | Vị trí xếp hạng cao nhất | Vị trí xếp hạng cao nhất | Vị trí xếp hạng cao nhất | Vị trí xếp hạng cao nhất | Vị trí xếp hạng cao nhất | Vị trí xếp hạng cao nhất | Vị trí xếp hạng cao nhất | Vị trí xếp hạng cao nhất | Vị trí xếp hạng cao nhất | Chứng nhận                                                 | Album                 |
| Tên                                                                             | Năm  | Pháp                     | Úc                       | Áo                       | Bỉ (Wal)                 | Đức                      | Hà Lan                   | Thụy Điển                | Thụy Sĩ                  | Anh                      | Mỹ                       | Chứng nhận                                                 | Album                 |
| ------------------------------------------------------------------------------- | ---- | ------------------------ | ------------------------ | ------------------------ | ------------------------ | ------------------------ | ------------------------ | ------------------------ | ------------------------ | ------------------------ | ------------------------ | ---------------------------------------------------------- | --------------------- |
| "Revolver (One Love Remix)" (Madonna vs. David Guetta)                          | 2010 | 25                       | —                        | —                        | 12                       | —                        | —                        | —                        | —                        | —                        | —                        |                                                            | One More Love         |
| "Commander" (Kelly Rowland hợp tác với David Guetta)                            | 2010 | —                        | —                        | 23                       | —                        | 16                       | 33                       | 26                       | 46                       | 9                        | —                        |                                                            | Here I Am             |
| "Club Can't Handle Me" (Flo Rida hợp tác với David Guetta)                      | 2010 | 5                        | 3                        | 3                        | 4                        | 4                        | 2                        | 11                       | 3                        | 1                        | 9                        | - Bỉ: Vàng - Đức: Vàng - Mỹ: 2× Bạch kim - Úc: 3× Bạch kim | Only One Flo (Part 1) |
| "LaserLight" (Jessie J hợp tác với David Guetta)                                | 2012 | —                        | 48                       | —                        | —                        | —                        | —                        | —                        | —                        | 5                        | —                        |                                                            | Who You Are           |
| "Rest of My Life" (Ludacris hợp tác với Usher & David Guetta)                   | 2012 | —                        | 21                       | 35                       | 88                       | 32                       | —                        | —                        | —                        | 41                       | 72                       |                                                            | Ludaversal            |
| "—" Đĩa đơn không có mặt trên bảng xếp hạng hoặc không phát hành ở quốc gia đó. |      |                          |                          |                          |                          |                          |                          |                          |                          |                          |                          |                                                            |                       |

### Đĩa đơn quảng bá
| Đĩa đơn                                                                         | Năm  | Vị trí xếp hạng cao nhất | Vị trí xếp hạng cao nhất | Vị trí xếp hạng cao nhất | Vị trí xếp hạng cao nhất | Vị trí xếp hạng cao nhất | Vị trí xếp hạng cao nhất | Vị trí xếp hạng cao nhất | Vị trí xếp hạng cao nhất | Vị trí xếp hạng cao nhất | Vị trí xếp hạng cao nhất | Thuộc album          |
| Đĩa đơn                                                                         | Năm  | Pháp                     | Úc                       | Áo                       | Bỉ                       | Đức                      | Hà Lan                   | Thụy Điển                | Thụy Sĩ                  | Anh                      | Mỹ                       | Thuộc album          |
| ------------------------------------------------------------------------------- | ---- | ------------------------ | ------------------------ | ------------------------ | ------------------------ | ------------------------ | ------------------------ | ------------------------ | ------------------------ | ------------------------ | ------------------------ | -------------------- |
| "Gettin' Over" (hợp tác với Chris Willis)                                       | 2009 | —                        | —                        | —                        | —                        | —                        | —                        | —                        | —                        | 86                       | —                        | One Love             |
| "I Wanna Go Crazy" (hợp tác với will.i.am)                                      | 2009 | —                        | —                        | —                        | —                        | —                        | —                        | —                        | —                        | 92                       | —                        | One Love             |
| "Lunar" (với Afrojack)                                                          | 2011 | 50                       | —                        | 58                       | —                        | 84                       | —                        | —                        | —                        | 90                       | —                        | Nothing but the Beat |
| "Night of Your Life" (hợp tác với Jennifer Hudson)                              | 2011 | 27                       | 37                       | 7                        | —                        | 12                       | —                        | 31                       | 24                       | 35                       | 81                       | Nothing but the Beat |
| "The Alphabeat"                                                                 | 2012 | 44                       | —                        | —                        | —                        | 85                       | —                        | —                        | —                        | —                        | —                        | Nothing but the Beat |
| "Metropolis" (với Nicky Romero)                                                 | 2012 | 41                       | —                        | —                        | —                        | —                        | —                        | —                        | —                        | —                        | —                        | Nothing but the Beat |
| "—" Đĩa đơn không có mặt trên bảng xếp hạng hoặc không phát hành ở quốc gia đó. |      |                          |                          |                          |                          |                          |                          |                          |                          |                          |                          |                      |

### Các bài hát khác
| Ca khúc                                                                         | Năm  | Vị trí xếp hạng cao nhất | Vị trí xếp hạng cao nhất | Vị trí xếp hạng cao nhất | Vị trí xếp hạng cao nhất | Vị trí xếp hạng cao nhất | Vị trí xếp hạng cao nhất | Vị trí xếp hạng cao nhất | Vị trí xếp hạng cao nhất | Vị trí xếp hạng cao nhất | Vị trí xếp hạng cao nhất | Chứng nhận | Album                               |
| Ca khúc                                                                         | Năm  | Pháp                     | Úc                       | Áo                       | Bỉ                       | Canada                   | Đức                      | Ireland                  | Thụy Điển                | Anh                      | Mỹ                       | Chứng nhận | Album                               |
| ------------------------------------------------------------------------------- | ---- | ------------------------ | ------------------------ | ------------------------ | ------------------------ | ------------------------ | ------------------------ | ------------------------ | ------------------------ | ------------------------ | ------------------------ | ---------- | ----------------------------------- |
| "How Soon Is Now" (hợp tác với Sebastian Ingrosso & Dirty South, Julie McNight) | 2009 | —                        | —                        | —                        | —                        | —                        | —                        | —                        | 52                       | —                        | —                        |            | One Love                            |
| "On the Dancefloor" (hợp tác với will.i.am & apl.de.ap)                         | 2009 | —                        | —                        | —                        | 24                       | —                        | —                        | —                        | —                        | —                        | —                        |            | One Love                            |
| "Missing You" (hợp tác với Novel)                                               | 2009 | 85                       | —                        | —                        | —                        | —                        | —                        | —                        | —                        | —                        | —                        |            | One Love                            |
| "Louder Than Words" (với Afrojack, hợp tác với Niles Mason)                     | 2010 | —                        | —                        | 35                       | —                        | —                        | 39                       | —                        | —                        | —                        | —                        |            | F*** Me I'm Famous – Ibiza Mix 2010 |
| "Crank It Up" (hợp tác với Akon)                                                | 2011 | 64                       | 49                       | —                        | —                        | —                        | 43                       | —                        | —                        | 96                       | —                        |            | Nothing but the Beat                |
| "Sunshine" (với Avicii)                                                         | 2011 | —                        | —                        | —                        | —                        | —                        | —                        | —                        | 59                       | —                        | —                        |            | Nothing but the Beat                |
| "Repeat" (hợp tác với Jessie J)                                                 | 2011 | —                        | —                        | —                        | —                        | —                        | —                        | —                        | —                        | 108                      | —                        |            | Nothing but the Beat                |
| "Play Hard" (hợp tác với Ne-Yo & Akon)                                          | 2012 | 32                       | 16                       | 10                       | 25                       | 34                       | 8                        | 30                       | —                        | 22                       | —                        | - Úc: Vàng | Nothing but the Beat 2.0            |

## Xuất hiện khác
| Ca khúc                                                       | Năm  | Album                 |
| ------------------------------------------------------------- | ---- | --------------------- |
| "Commander" (Kelly Rowland hợp tác với David Guetta)          | 2010 | Here I Am             |
| "Club Can't Handle Me" (Flo Rida hợp tác với David Guetta)    | 2010 | Only One Flo (Part 1) |
| "LaserLight" (Jessie J hợp tác với David Guetta)              | 2011 | Who You Are           |
| "Celebrate" (Taio Cruz hợp tác với David Guetta)              | 2012 | TY.O                  |
| "Rest of My Life" (Ludacris hợp tác với Usher & David Guetta) | 2012 | Ludaversal            |
| "Right Now" (Rihanna hợp tác với David Guetta)                | 2012 | Unapologetic          |

## Liên kết khác
- Website chính thức
- David Guetta trên AllMusic